# Sydney Bailey
Sydney Frederick Townsend Bailey  (ur. 19 kwietnia 1884 w Poplar, zm. 19 lipca 1967 w Midhurst) – brytyjski kolarz torowy, brązowy medalista torowych mistrzostw świata.

## Kariera
Największy sukces w karierze Sydney Bailey osiągnął w 1910 roku, kiedy zdobył brązowy medal w wyścigu ze startu zatrzymanego amatorów podczas mistrzostw świata w Brukseli. W zawodach tych wyprzedzili go jedynie Belg Henri Hens oraz Francuz Louis Delbor. Był to jedyny medal wywalczony przez Baileya na międzynarodowej imprezie tej rangi. Dwa lata wcześniej wystartował na igrzyskach olimpijskich w Londynie, gdzie rywalizację w wyścigu na 100 km zakończył na ósmej pozycji.